# Ловер-Пакстон Тауншип (округ Дофін, Пенсільванія)
Ловер-Пакстон Тауншип (англ. Lower Paxton Township) — селище (англ. township) в США, в окрузі Дофін штату Пенсільванія. Населення — 53 501 особа (2020).

## Демографія
Згідно з переписом 2010 року, у селищі мешкало 47 360 осіб у 20 085 домогосподарствах у складі 12 851 родини. Було 21178 помешкань
Расовий склад населення:
| - 78,8 % — білих - 12,2 % — чорних або афроамериканців - 4,6 % — азіатів - 0,1 % — корінних американців - 1,4 % — осіб інших рас |

До двох чи більше рас належало 2,9 %. Частка іспаномовних становила 4,6 % від усіх жителів.
За віковим діапазоном населення розподілялося таким чином: 20,8 % — особи молодші 18 років, 64,9 % — особи у віці 18—64 років, 14,3 % — особи у віці 65 років та старші. Медіана віку мешканця становила 41,2 року. На 100 осіб жіночої статі у селищі припадало 92,0 чоловіків;  на 100 жінок у віці від 18 років та старших — 88,8 чоловіків також старших 18 років.
Середній дохід на одне домашнє господарство  становив 82 798 доларів США (медіана — 67 521), а середній дохід на одну сім'ю — 96 539 доларів (медіана — 82 087). Медіана доходів становила 52 690 доларів для чоловіків та 44 799 доларів для жінок. За межею бідності перебувало 6,5 % осіб, у тому числі 9,6 % дітей у віці до 18 років та 3,8 % осіб у віці 65 років та старших.
Цивільне працевлаштоване населення становило 26 394 особи. Основні галузі зайнятості: освіта, охорона здоров'я та соціальна допомога — 23,0 %, публічна адміністрація — 11,7 %, роздрібна торгівля — 11,5 %.